# 2011年夏季世界大学生运动会西班牙代表团

西班牙代表团旗帜

2011年夏季世界大学生运动会西班牙代表团共派出130名运动员参赛。

## 奖牌榜
| 名次 | 代表团 | 金牌 | 银牌 | 铜牌 | 总数 |
| ---- | ------ | ---- | ---- | ---- | ---- |
| 22   | 西班牙 | 2    | 5    | 5    | 12   |

## 奖牌获得者

### 金牌
1. 女子200米自由泳：科斯塔-施密德
2. 女子20公里竞走：卡克斯-尼尔格斯

### 银牌
1. 女子400米自由泳：科斯塔-施密德
2. 男子100米仰泳：拉多
3. 游泳-女子1500米自由泳：科斯塔
4. 跆拳道-女子62公斤级：埃娃·卡尔沃
5. 跆拳道-女子49-53公斤级：乌里奥拉-阿特卡

### 铜牌
1. 女子800米自由泳：科斯塔
2. 女子200米仰泳：杜安-达-罗卡-玛塞
3. 网球-男子双打：伊斯特鲁克/蒙托洛
4. 跆拳道-男子63-68公斤级：马里-普尔塔
5. 跆拳道-女子67-73公斤级：戈梅斯